# 赤い花白い花
「赤い花白い花」（あかいはな しろいはな）は、銅版画家の中林三恵（なかばやし みえ）が作詞・作曲した楽曲である。
フォークグループ・赤い鳥をはじめ、多くのアーティストにより歌われて世に広まり、フォークソングの名曲として愛唱されている。

## 原作者
中林は1944年（昭和19年）、群馬県山田郡毛里田村（現：太田市）に生まれる。群馬大学教育学部美術専攻卒業。
1985年（昭和60年）より銅版画制作を美術活動の中心とする。1995年（平成7年）より自由美術協会会員、1999年（平成11年）より日本版画協会準会員。2012年（平成24年）、自由美術協会平和賞受賞。群馬県美術会会員、群馬版画家協会会員。
2001年（平成13年）より群馬県内や東京都内など各地で個展を開催しており、2011年（平成23年）には太田駅構内にある「太田市駅なか文化館」で個展を開催した。前橋市に在住して銅版画家として活動し、前橋市民展審査員も務める。娘も画家である。また中林は版画家として活躍する傍ら、現在も詩を書き続けている。
「赤い花白い花」は、中林が高校時代に作った楽曲である（当時は旧姓の遠藤三恵）。高校生の中林は、地元群馬のあぜ道を歩きながらこの歌を口ずさんでいたという。中林が群馬大学教育学部在学中の1964年（昭和39年）、同大学の学園祭で開催されたクラブ対抗合唱祭で、所属していた美術クラブとして楽曲を発表したところ、全国教育系学生ゼミナールなどで歌われて広まった。中林は「自分だけのための歌を持っているのがうれしかった。でも友だちに教えたことから歌は一人歩きをしはじめました」と語っている。
当時盛んであったうたごえ運動の中でこの曲が歌われ、全国の学生らに広まった。そして関西のフォークグループであった赤い鳥のもとにまで、この歌は届くこととなる。

## 赤い鳥版
赤い鳥のリーダー・後藤悦治郎らの友人が、北海道旅行の際にユースホステルで旅人が口ずさんでいたのを聴いた。友人はそれを聴いて歌を覚え、後藤に伝えた。当時のユースホステルでは旅する若者らが集まり、夕食後の「ミーティング」ではフォークソングなどを歌って親睦を深める習慣があった。そうした文化を背景に、この曲が赤い鳥のもとまで届いたのである。
歌を聴いた後藤は感銘を受け、1970年（昭和45年）6月25日に日本コロムビアからシングル『人生／赤い花白い花』としてリリースした（規格品番：Z-6-JA）。1969年（昭和44年）10月1日にリリースしたファーストシングル『お父帰れや／竹田の子守唄』に続く2枚目のシングルであったが、ファーストシングルはインディーズ・レーベル「アングラ・レコード・クラブ (URC) 」からのリリースであり、このシングルが赤い鳥にとってメジャーデビューとなった。
当初は後藤らも誰が作った歌かわからず、ラジオ番組で呼びかけて情報を集めたところ、放送を聴いていた群馬大学の学生が手紙を出して中林に連絡を取り、作者が判明した。赤い鳥のシングルには「作詞・作曲：中林ミエ」と表記されている。全盛期のフォークソング界では、優れた楽曲は人から人へと歌い継がれ、誰が作った歌かもわからないまま、あたかも「詠み人知らず」のように伝わっていくことも多く、この歌もそうした楽曲のひとつであった。

なお、赤い鳥がファーストシングルで採り上げた京都の民謡「竹田の子守唄」も、旋律の美しさから人から人へ歌い継がれて広まった楽曲で、後藤や赤い鳥のメンバーは大分県竹田市の民謡であると思っていたという。なお、シングルA面曲の「人生」は「竹田の子守唄」の旋律に山上路夫が歌詞を付けた替え歌である。
「赤い花白い花」は、1971年（昭和46年）7月25日発売のアルバム『竹田の子守唄』（東芝EMI「Liberty」レーベル、LTP-9034）に収録された。このLPは、2013年（平成25年）4月10日にソニー・ミュージックエンタテインメントからBlu-Spec CD2仕様で再発売されている（規格品番：MHCL-30033D）。
赤い鳥は、1973年（昭和48年）5月20日発売のシングル『紙風船／赤い花白い花』（東芝EMI「Liberty」レーベル、規格品番：LTP-2854）でも再びこの曲を取り上げた。「紙風船」は同年の国鉄CMテーマ曲、グリコ「プリッツ」CMテーマ曲にも使用され、このシングルはオリコンチャート週間9位にランクインした。
1974年（昭和49年）9月に赤い鳥が解散後、メンバーの後藤と平山泰代（同年2月に後藤と結婚）は夫婦デュオの紙ふうせんを結成。紙ふうせんでも「赤い花白い花」をレパートリーとしている。また、解散後にハイ・ファイ・セットを結成した元メンバーの山本潤子も、この曲をレパートリーとしている。
後藤は「赤い花白い花」について、「コンサートではどこの会場でも知っている人が多く、一緒に歌ってくれた」「ヒットさせようというのでなく、ありのままの気持ちで作られた歌」と語っている。
なお、元の歌詞は2番までしかなく、赤い鳥版でも2番までしか歌われていない（他のカバーも2番までを歌うものが多い）。後述する芹洋子版で、芹の依頼により中林が追加した3番の歌詞以外にも、ユースホステルで発行していた歌集では3番として歌詞が掲載されているものがあった。これは若者らに歌い継がれる中で自然発生的に歌詞が付け足されていったものと思われる。

### 収録曲
1. 人生
  - 作詞：山上路夫／京都府民謡

「竹田の子守唄」に山上路夫が歌詞をつけた替え歌。
2. 赤い花白い花
  - 作詞・作曲：中林ミエ

## ビッキーズ版
1976年にCBSソニーから発売のシングル『赤い花白い花』で、女性フォークデュオ「ビッキーズ」がデビューした。メンバーは川島敬子（ケイちゃん）と山田企司子（キイちゃん）。編曲は紙ふうせんの代表曲「冬が来る前に」などを作曲したベーシストの浦野直。
2人は神奈川県立横浜日野高等学校（現：神奈川県立横浜南陵高等学校）2年生のとき、友人が音楽コンテスト「ナショナル・テクニクス・グランプリ」に出場したことに触発され歌いはじめる。横浜市内の音楽コンテストに度々出場し、テレビ神奈川のフォークソングコンテストで連続4週勝ち抜いた末、その年の決勝大会で準優勝を勝ち取る。その後、紙ふうせんのコンサートでバックコーラスとして参加し、1976年にレコードデビューした。
「ビッキーズ」のユニット名は後藤悦治郎が命名した。「ビッキー」とは山形弁で蛙のことで、「井の中の蛙大海を知らず」の諺から、まだ世間に染まっていない若い2人が、音楽活動を通して世界の広さと深さを知ってほしいという願いから名付けたという。キャッチコピーは「Jump Up ビッキーズ!」。
ビッキーズによる「赤い花白い花」は、1976年（昭和51年）12月から1977年（昭和52年）1月にかけて、NHKの音楽番組『みんなのうた』で放送された。番組でのアニメーションは林静一が担当。これにより楽曲の知名度が大きく向上した。

### メンバー
- 川島敬子（ケイちゃん）- 1957年（昭和32年）7月9日生まれ、東京都品川区出身。リードギター担当。
- 山田企司子（キイちゃん）- 1958年（昭和33年）1月22日生まれ、神奈川県横浜市港南区出身。サイドギター担当。

### 収録曲
1. 赤い花白い花（2分43秒）
  - 作詞・作曲：中林ミエ／編曲：浦野直
2. 水色の花壇（3分4秒）
  - 作詞：市原砂由美／作曲：新井紀子／編曲：浦野直

### 再放送
- 1977年（昭和52年）10月 - 11月
- 1985年（昭和60年）4月 - 5月
- 1997年（平成9年）6月 - 7月：ラジオのみで実施。
- 2002年（平成14年）6月 - 7月：ラジオのみで実施。
- 2006年（平成18年）8月 - 9月
- 2011年（平成23年）4月 - 5月
- 2016年（平成28年）6月 - 7月
- 2018年（平成30年）8月 - 9月
- 2021年（令和3年）11月：テレビ・ラジオともにフルコーラスで放送。テレビではワンコーラス版の「怪獣がやってくる」「ボクたち大阪の子どもやでェ」とのセットで放送され、曲に対する思い出のナレーションも添えられた。ラジオではフルコーラス版の「怪獣がやってくる」とのセットで放送され、ナレーションは省かれた。このほか、特別番組の『特集みんなのうた』1977年5月5日・1983年1月15日放送分においても再放送が行われた。
- 2025年（令和7年）8月 - 9月

## 芹洋子版
1977年（昭和52年）1月21日、芹洋子が12枚目のシングルとして『赤い花白い花』をリリース。編曲は青木望。芹洋子のシングルでは、作詞者は「中林三恵」と名まで漢字表記されている。
この歌には本来2番までしか歌詞がなかったが、芹洋子はシングル制作にあたり、中林に依頼して3番の歌詞を書き下ろしてもらい、1番から3番までを録音している。

### 収録曲
1. 赤い花白い花（3分14秒）
作詞・作曲：中林三恵／編曲：青木望
2. 六月の子守唄（3分49秒）
作詞：あだちあかね／作曲：野田幸嗣／編曲：青木望

## その他のカバー
- やまがたすみこ
  - 1973年3月25日発売のファーストアルバム『風・空・そして愛　やまがたすみこ フォーク・アルバム第1集』に収録。
  - カバーとしては最初期のものである。
  - オリジナル歌詞で歌唱[12]。
- ダ・カーポ
  - 1990年（平成2年）4月発売のカバーアルバム『フォークソング・ファンタジー 青春の贈りもの』に収録。
  - オリジナル歌詞で歌唱。
- sarah
  - 2000年（平成12年）5月24日発売のアルバム『優しい日々』に収録。
- 湯川潮音
  - 2007年（平成19年）11月7日発売のシングル『ギンガムチェックの小鳥』のB面曲。
  - 芹洋子版の3番歌詞を一部使用[13]。
  - 「ギンガムチェックの小鳥」も、NHK『みんなのうた』放送曲である。
- 加藤いづみ
  - 2008年（平成20年）2月6日発売のカバーアルバム『favorite』に収録。
- Baby Boo
  - 2019年（平成31年）4月24日発売のアルバム『花が咲く日は』に収録。
  - 花に関する楽曲が多数収録されたアルバム。
  - オリジナル歌詞で歌唱[14]。
- 水樹奈々
  - 『どろろ』2019年版第5話・第6話において、作中キャラクターのミオ（CV:水樹奈々）が歌う。
  - オリジナル歌詞で歌唱。
  - 同作の音楽集アルバムには未収録。